# Stefan Aladžov
Stefan Atanasov Aladžov (in bulgaro Стефан Атанасов Аладжов?; Sofia, 18 ottobre 1947) è un allenatore di calcio ed ex calciatore bulgaro, di ruolo difensore.

## Carriera

### Giocatore

#### Club
Durante la sua carriera i club con cui Aladžov ha giocato sono Spartak Sofia, Sliven, Levski Sofia e Spartak Varna.

#### Nazionale
Con la Nazionale bulgara ha preso parte ai mondiali del 1970 e del 1974.

### Allenatore
Tra il 1º aprile ed il 17 giugno 2007 Aladžov è stato allenatore del Čornomorec'.

## Palmarès

### Giocatore

#### Competizioni nazionali
- Campionato bulgaro: 5

Levski Sofia: 1967-1968, 1969-1970, 1973-1974, 1976-1977, 1978-1979
- Coppa di Bulgaria: 5

Levski Sofia: 1969-1970, 1970-1971, 1975-1976, 1976-1977, 1978-1979

#### Individuale
- Calciatore bulgaro dell'anno: 1

1970